# Qianfeng (köpinghuvudort i Kina, Heilongjiang Sheng, lat 47,78, long 126,25)
Qianfeng (kinesiska: 乾丰, 乾丰镇) är en köpinghuvudort i Kina. Den ligger i provinsen Heilongjiang, i den nordöstra delen av landet, omkring 230 kilometer norr om provinshuvudstaden Harbin. Antalet invånare är 27 277. Befolkningen består av 14 210 kvinnor och 13 067 män. Barn under 15 år utgör 18,0 %, vuxna 15-64 år 74 %, och äldre över 65 år 6,0 %.
Runt Qianfeng är det ganska tätbefolkat, med 139 invånare per kvadratkilometer. Närmaste större samhälle är Runjin, 19,1 km norr om Qianfeng. Trakten runt Qianfeng består till största delen av jordbruksmark.
Genomsnittlig årsnederbörd är 900 millimeter. Den regnigaste månaden är juli, med i genomsnitt 278 mm nederbörd, och den torraste är januari, med 6 mm nederbörd.